# 邀撃艇
邀撃艇（ようげきてい）は大日本帝国海軍の特殊潜航艇。秘匿名称はU金物（Uかなもの）で、沿岸用の特殊潜航艇として開発された。船体には、特型運貨筒と呼ばれる物資輸送用特殊潜航艇が流用されており、艦首下部に二門の魚雷発射管を装備する。船体から長く突き出した艦橋が特徴的で、攻撃時には艦橋の先端のみを海面に出して潜水し、肉眼で目標を確認する。このため、潜望鏡は備えていない。また、操舵は艦橋上部にて行う。
艦橋が高く不安定であり、速度も低いことから量産して用いられるには至らなかった。20隻が先行生産されたのみである。

## 佐伯への派遣
1945年（昭和20年）3月1日、大浦突撃隊より池田賀章兵曹長以下20名が大分県佐伯市に派遣された。所属は第二特攻戦隊大浦突撃隊佐伯派遣隊になっている。同部隊は佐伯防備隊の施設に隣接する海域で訓練を行い、同隊の施設も借用していた。3月4日には邀撃艇を4隻受領し、月末には出撃可能基数は19隻となっている。同部隊はこの基地において、邀撃艇の操縦法や整備法・襲撃法の訓練を実施していたが、出撃の機会はなく終戦を迎えた。
邀撃艇の兵器としての完成度に関して、以下のような記述が池田賀章兵曹長の参考意見文に見られる。
邀撃艇発射筐に魚雷を装填し、防水用のキャップを取り付けたところ、約500 kg浮力が増加し、全部と後部の浮力タンクおよび調整タンクに全て注水したが重心点位置を修正することができなかった。この状態を修正するために再三の実験を繰り返したが、予備浮力600 kgから700 kgの状態において艇が左右へと横倒しになり、全没することができなかった。さらにこの状態では浮力位置が艇の下方となっており、波浪の激しい海面では艇の安定が失われた。意見では、海岸近くの水際は波浪が少なく、戦闘が可能な水域であると判定された。
また、敵機来襲の際、司令塔が水面上に出ていることから銃爆撃を受ける可能性があること、このために艦船襲撃が不可能になるかも知れないことが意見された。これを応急に戦力化するため、500 kg程度の錘をスリップ式に取り付けて艦の姿勢を維持するよう意見が付された。横倒れになるのを防ぐには艇の重心位置をなるべく下方に修正することが必要であり、重心位置を適正化する装置の開発と装備が急務と述べられている。また昼間の敵機来襲に際し、錘を取り付けることで全没可能となり、敵機が去った後に浮上できた。敵艦船襲撃時には魚雷発射管から魚雷を発射したのち管に注水、500 kg重の錘をスリップ式に撤去して重量を適正化できるような装置を装備すれば良好であるとされた。配備時点では魚雷装填時の艇の姿勢制御や、敵艦船への接敵の問題を解決できない状況であり、戦力化にはほど遠い段階であった。

## 諸元
- 全長 14 m
- 全幅 2.00 m
- 排水量 15 t
- 速度 6 kt
- 航続距離 2.6 km（1.4海里）/3kt
- 兵装 61 cm魚雷発射管×2（魚雷×2）